# Schwändi
Schwanden és un municipi del cantó de Glarus (Suïssa).